# Медведево (Ступинский район)
Медведево — деревня в Ступинском районе Московской области в составе Леонтьевского сельского поселения (до 2006 года входила в Алфимовский сельский округ). В деревне на 2015 год 2 улицы: Охотничья и Охотничий тупик.

## Население
| 2002 | 2006 | 2010 |
| ---- | ---- | ---- |
| 0    | ↗1   | ↘0   |

Марьинка расположено на востоке района, у границы с Коломенским, на правом берегу запруженной реки Осёнка, высота центра деревни над уровнем моря — 173 м. Ближайшие населённые пункты примерно в 1 км: Верховлянь на запад и Васьково — на север.